# Survivor (album của Destiny's Child)
Survivor (Tạm dịch: Sống Sót) là album phòng thu thứ ba của nhóm nhạc nữ người Mỹ Destiny's Child, phát hành bởi hãng Columbia vào ngày 1 tháng 5 năm 2001 tại Mỹ. Album được sản xuất chính bởi Beyoncé Knowles và J.R. Rotem, kèm theo những ca khúc được sản xuất bởi Poke & Tone, Cory Rooney và Mark J. Feist. Survivor gồm bốn đĩa đơn, trong đó có hai đĩa đơn quán quân là "Bootylicious" và "Independent Women Part 1", hai đĩa đơn do Beyoncé sáng tác được phát hành là "Survivor" và bản thu lại của ca khúc "Emotion" thuộc nhóm nhạc The Bee Gees.
Tại Mỹ, album lần đầu xuất hiện với vị trí quán quân trên bảng xếp hạng Billboard 200 vào ngày 19 tháng 5 năm 2001 cùng 663,000 bản được tiêu thụ trong tuần đầu tiên và giữ vị trí quán quân trên bảng xếp hạng này đến hai tuần liên tiếp. Nhờ những thành công trên mà album đã giúp nhóm có cơ hội giành lấy ba đề cử Grammy cho hạng mục Trình diễn Song ca hoặc Nhóm nhạc R&B Xuất sắc nhất, Bài hát R&B Xuất sắc nhất, và Album R&B Xuất sắc nhất. Survivor sau đó đã được trao tặng đĩa Bạch kim bởi hiệp hội RIAA vào ngày 7 tháng Giêng, 2002. Tạp chí Billboard đã liệt kê Survivor ở vị trí #70 trong danh sách Top 200 Albums of the Decade (200 Album của Thập kỷ).

## Thực hiện

### Bối cảnh
Vào tháng 11 năm 1999, LeToya Luckett và LaTavia Roberson đã kiện quản lý của mình, Mathew Knowles vì ông đã chia lợi nhuận không đều cho các thành viên, thu nhập chủ yếu thuộc về hai thành viên thân cận của ông là Beyoncé Knowles và Kelly Rowland. Trước khi họ có ý định rời nhóm, trong khi thực hiện video "Say My Name" vào tháng 2 năm 2000, họ đã phát hiện ra rằng nhóm sẽ có hai thành viên mới thay thế họ là cựu ca sĩ hát bè cho Monica, Michelle Williams và một diễn viên nghiệp dư Farrah Franklin, hay người sẽ gia nhập cùng hai thành viên còn lại. Nhưng, đúng 5 tháng trình diễn với nhóm Destiny's Child, Franklin cũng đã rời khỏi nhóm nhạc. Theo nhóm, cô đã bị sa thải vì cô hay lỡ những sự kiện âm nhạc hay các buổi diễn. Theo thành viên Williams, Franklin không thể chịu nổi những áp lực xung quanh mình. Franklin sau đó cùng đã chia sẻ rằng cô rời nhóm nhạc vì cô đã xảy ra những vụ xung đột với nhóm và cô cảm thấy bất lực vì mình không thể đưa ra những quyết định cho nhóm.

### Thu âm
Sau thời điểm gay cấn trong sự nghiệp của nhóm, Knowles đã điều khiển lại Destiny's Child và tự tay viết cũng như việc sản xuất những ca khúc riêng dành cho nhóm. Knowles hầu như sau đó đã viết và sản xuất toàn bộ album này, nhưng thực chất rằng cô không hề có ý định viết hay sản xuất hết các ca khúc trong album. Cô giải thích, "Tôi lúc đó chỉ mong muốn sáng tác khoảng ba ca khúc... Nhưng hãng thu cứ tiếp tục nói 'Hãy sáng tác thêm nữa đi, hãy sáng tác thêm nữa đi, hãy sáng tác thêm nữa đi'. Tôi chưa hề lên kế hoạch này. Tôi chưa hề nói rằng 'Được, Tôi sẽ làm chủ album này'." Album trước đó đã được lấy tên là Independent Women (Những người Phụ nữ Độc lập), nhưng sau đó đã được đổi tên thành Survivor (Sống Sót) để có thể gợi nhớ đến người nghe về những rắc rối của nhóm thời gian ấy.
Ca khúc chủ đề "Survivor" được lấy cảm hứng từ trò đùa của một đài phát thanh khi trêu chọc rằng ba thành viên còn lại sẽ rời khỏi nhóm. Knowles đã lấy cảm hứng từ những phản hồi tiêu cực ấy để viết một ca khúc với nội dung mang tính tích cực. "Bootylicious" thì được Knowles sáng tác khi đang bay đến London, lúc đó, cô đang nghe bài hát "Edge of Seventeen" của Stevie Nicks thì từ "Bootylicious" ("Cặp mông Nõn nà") bỗng xuất hiện trong ý nghĩ của cô. Trong khi thu âm các ca khúc cho album, Rowland đã thu âm một bài hát mang tên "Angel" và sau này ca khúc đã xuất hiện trong nhạc phim của Down to Earth.

## Sự tiếp nhận

### Đánh giá chuyên môn
| Đánh giá chuyên môn  | Đánh giá chuyên môn |
| Điểm trung bình      | Điểm trung bình     |
| Nguồn                | Đánh giá            |
| -------------------- | ------------------- |
| Metacritic           | (63/100)            |
| Nguồn đánh giá       |                     |
| Nguồn                | Đánh giá            |
| Allmusic             | [ 8 ]               |
| Entertainment Weekly | (B+)                |
| Blender              |                     |
| Slant Magazine       | [ 10 ]              |
| Robert Christgau     | [ 11 ]              |
| Rolling Stone        | 2004                |

Album nhận được nhiều phản hồi tích cực cũng như những phản hồi khá lẫn lộn từ những nhà phê bình âm nhạc. "Survivor" nhận được số điểm là 63/100 bởi Metacritic, dựa trên 17 bài đánh giá "khá tích cực". Entertainment Weekly khen ngợi album và cho rằng "(Survivor) là những diva chớm nở một cách nhanh chóng, dù vậy, những cô gái này vẫn gây được ấn tượng mạnh đối với khán giả." Tạp chí Spin cho rằng "Survivor đã chính là những sáng tạo không ngừng của các cô gái và nhóm đã được sống trở lại."
Ngược lại với những ý kiến trên, tạp chí New York cho rằng album không giành được nhiều sự thuyết phục khi nói: "Tất cả 15 ca khúc trong album đều là kinh khủng theo một cách, đều là những câu chuyện về việc loại bỏ các thành viên, trả thù bạn trai của mình và đáp lại những tin đồn xung quanh." Allmusic bình luận rằng: "Nghe khá giống như những gì Mariah Carey đã làm, chỉ có điều là không được hay cho lắm."
Album đã giành được một giải Soul Train Lady of Soul Award cho hạng mục "Album R&B/Soul của Năm", một giải Teen Choice Award cho "Album R&B/Soul của Năm - Bởi một Nhóm nhạc, Ban nhạc hay Song ca", cùng một giải American Music Award cho "Album Pop/Rock được Yêu thích". Destiny's Child đồng thời cũng đã thắng một Giải Grammy cho "Trình diễn Song ca hoặc Nhóm nhạc R&B Xuất sắc nhất" nhờ ca khúc chủ đề "Survivor". Còn album này sau đó cũng đã giành một đề cử Grammy nữa là "Album R&B Xuất sắc nhất".

### Những thành công đã gặt hái
Survivor lần đầu xuất hiện trên bảng xếp hạng album của Billboard với vị trí quán quân cùng số lượng đĩa tiêu thụ trong tuần đầu tiên khá cao, hơn 663,000 bản, kỷ lục này đã đánh bại những nhóm nhạc nữ khác theo thống kê của SoundScan và đồng thời cũng chính là album có số lượng đĩa bán tuần đầu tiên cao nhất trong lịch sử của hãng thu Columbia Records.
Survivor sau đó đã xuất hiện với vị trí quán quân hơn 9 quốc gia trên thế giới, trong đó có Anh Quốc, nơi album được chứng nhận 3-lần Bạch kim bởi hiệp hội BPI với 900,000 đến 1 triệu bản đã được tiêu thụ tại đây. Album đồng thời cũng vươn lên vị trí quán quân tại Canada cùng 31,000 bản được tiêu thụ trong tuần đầu (nhưng vẫn được chứng nhận 4-lần Bạch kim với hơn 400,000 bản được tiêu thụ tổng cộng), và sau đó xuất hiện trong top 10 album tại Úc, Thụy Điển, Nhật Bản, Pháp, Ý, Phần Lan và Ba Lan.
Nhờ Survivor, Destiny's Child đã trở thành nhóm nhạc nữ tại Mỹ thứ hai có album đứng nhất tại Anh, chỉ sau nhóm Diana Ross & the Supremes đứng nhất 24 năm về trước cùng album tuyển tập những ca khúc hay nhất của nhóm. Survivor chính là album phòng thu quán quân tại Anh đầu tiên (không phải là album tuyển tập những ca khúc hay nhất) được trình bày bởi một nhóm nhạc nữ người Mỹ suốt 43 năm vừa qua trong lịch sử của bảng xếp hạng. Với hai đĩa đơn quán quân tại Anh ("Independent Women Part I" và "Survivor"), Destiny's Child đã tiếp tục giành lấy kỷ lục nhóm nhạc nữ người Mỹ có nhiều đĩa đơn quán quân tại Anh nhất. Nhóm nhạc người Mỹ cuối cùng giành được danh hiệu nay chính là nhóm The Bangles với ca khúc đình đám "Walk Like an Egyptian" năm 1987.
Ngoài ra, đĩa đơn "Survivor" đã giữ vững vị trí á quân sáu tuần liền trên bảng xếp hạng Billboard Hot 100. "Independent Women Part I" (đồng thời cũng nằm trong album nhạc phim của Charlie's Angels') đã vươn lên vị trí đầu bảng xếp hạng Billboard Hot 100, R&B và bảng xếp hạng nhạc Dance. Video cho ca khúc "Bootylicious" của album còn kèm theo sự xuất hiện của Stevie Nicks.
Tại châu Âu, album được chứng nhận 2-lần Bạch kim với hơn hai triệu bản được tiêu thụ khắp châu lục này; đến nay album đã vươn lên con số ba triệu bản. Album đồng thời cũng đã được chứng nhận 2-lần Bạch kim tại Úc. Hiệp hội IFPI đã cho ra thống kê rằng Survivor là album bán chạy thứ ba thế giới vào năm 2001 với hơn 7.8 triệu bản được tiêu thụ trong năm này. Đến nay, album đã bán được 10 triệu bản.

## Danh sách ca khúc

### Phiên bản tại Mỹ
| STT | Nhan đề                                                            | Sáng tác                                                          | Sản xuất                                                            | Thời lượng |
| --- | ------------------------------------------------------------------ | ----------------------------------------------------------------- | ------------------------------------------------------------------- | ---------- |
| 1.  | "Independent Women Part I"                                         | B. Knowles, S. Barnes, C. Rooney, J. C. Olivie                    | Beyoncé Knowles, Poke and Tone, Cory Rooney                         | 3:42       |
| 2.  | "Survivor" (kèm theo phần giới thiệu cho "Bootylicious")           | B. Knowles, A. Dent, M. Knowles                                   | Beyoncé Knowles, Anthony Dent                                       | 4:14       |
| 3.  | "Bootylicious"                                                     | B. Knowles, R. Fusari, F. Moore, S. Nicks                         | Beyoncé Knowles, Rob Fusari, Falonte Moore                          | 3:28       |
| 4.  | "Nasty Girl"                                                       | B. Knowles, A. Dent, M. Bassi N. Hacket                           | Beyoncé Knowles, Anthony Dent                                       | 4:18       |
| 5.  | "Fancy"                                                            | B. Knowles, D. Wiggins, J. Rotem                                  | Beyoncé Knowles, Dwayne Wiggins                                     | 4:13       |
| 6.  | "Apple Pie à la Mode"                                              | B. Knowles, R. Fusari, F. Moore                                   | Beyoncé Knowles, Rob Fusari, Falonte Moore                          | 2:59       |
| 7.  | "Sexy Daddy"                                                       | B. Knowles, D. Elliott                                            | Beyoncé Knowles, Damon Elliott                                      | 4:07       |
| 8.  | "Independent Women Part II"                                        | B. Knowles, R. Stewart, E. Seats, F. Comstock, D. Donaldson       |                                                                     | 3:46       |
| 9.  | "Happy Face" (kèm theo phần giới thiệu cho "Emotion")              | R. Fusari, C. Gaines, B. Knowles, B. Lee, F. Moore                | Beyoncé Knowles, Rob Fusari, Calvin Gaines, Bill Lee, Falonte Moore | 4:20       |
| 10. | "Emotion"                                                          | B. Gibb, R. Gibb                                                  | Beyoncé Knowles, Mark Fiest, Matthew Knowles                        | 3:56       |
| 11. | "Dangerously in Love"                                              | B. Knowles, E, McCalla Jr                                         | Beyoncé Knowles, Errol "Poppi" McCalla Jr.                          | 4:53       |
| 12. | "Brown Eyes" (kèm theo phần giới thiệu cho "The Story of Beauty")  | W. Afanasieff, B. Knowles                                         | Beyoncé Knowles                                                     | 4:49       |
| 13. | "The Story of Beauty"                                              | B. Knowles, K. Fambro                                             | Beyoncé Knowles, Ken "K-Fam" Fambro                                 | 3:32       |
| 14. | "Gospel Medley (Điệp khúc nhạ Gospel)" (Gửi tặng Andretta Tillman) | B. Knowles, K. Franklin, R. Smallwood                             | Beyoncé Knowles                                                     | 3:25       |
| 15. | "Outro (DC-3) Thank You (Kết thúc (DC-3) Cảm ơn)"                  | B. Knowles, K. Rowland, M. Williams, R. Fusari, B. Lee, C. Gaines | Beyoncé Knowles, Rob Fusari, Bill Lee, Calvin Gaines                | 4:03       |

### Phiên bản Quốc tế
Mã hàng: Europe COL 501783 2, Australia 501703 2
| STT | Nhan đề                                                           | Sáng tác                                                          | Sản xuất                                                            | Thời lượng |
| --- | ----------------------------------------------------------------- | ----------------------------------------------------------------- | ------------------------------------------------------------------- | ---------- |
| 1.  | "Independent Women Part I"                                        | B. Knowles, S. Barnes, C. Rooney, J. C. Olivie                    | Beyoncé Knowles, Poke and Tone, Cory Rooney                         | 3:42       |
| 2.  | "Survivor" (kèm theo phần giới thiệu cho "Bootylicious")          | B. Knowles, A. Dent, M. Knowles                                   | Beyoncé Knowles, Anthony Dent                                       | 4:14       |
| 3.  | "Bootylicious"                                                    | B. Knowles, R. Fusari, F. Moore, S. Nicks                         | Beyoncé Knowles, Rob Fusari, Falonte Moore                          | 3:28       |
| 4.  | "Nasty Girl"                                                      | B. Knowles, A. Dent, M. Bassi N. Hacket                           | Beyoncé Knowles, Anthony Dent                                       | 4:18       |
| 5.  | "Fancy"                                                           | B. Knowles, D. Wiggins, J. Rotem                                  | Beyoncé Knowles, Dwayne Wiggins                                     | 4:13       |
| 6.  | "Apple Pie à la Mode"                                             | B. Knowles, R. Fusari, F. Moore                                   | Beyoncé Knowles, Rob Fusari, Falonte Moore                          | 2:59       |
| 7.  | "Sexy Daddy"                                                      | B. Knowles, D. Elliott                                            | Beyoncé Knowles, Damon Elliott                                      | 4:07       |
| 8.  | "Perfect Man"                                                     | B. Knowles, R. Stewart, E. Seats                                  | Rapture Stewart, Eric Seats                                         | 3:41       |
| 9.  | "Independent Women Part II"                                       | B. Knowles, R. Stewart, E. Seats, F. Comstock, D. Donaldson       |                                                                     | 3:46       |
| 10. | "Happy Face" (kèm theo phần giới thiệu cho "Emotion")             | R. Fusari, C. Gaines, B. Knowles, B. Lee, F. Moore                | Beyoncé Knowles, Rob Fusari, Calvin Gaines, Bill Lee, Falonte Moore | 4:20       |
| 11. | "Dance With Me"                                                   | B. Knowles, C. Schack, K. Karlin                                  | Beyoncé Knowles, Soulshock & Karlin                                 | 3:43       |
| 12. | "My Heart Still Beats" (cùng Beyoncé Knowles)                     | B. Knowles, W. Afanasieff                                         | Walter Afanasieff, Beyoncé Knowles                                  | 4:08       |
| 13. | "Emotion"                                                         | B. Gibb, R. Gibb                                                  | Beyoncé Knowles, Mark Fiest, Matthew Knowles                        | 3:56       |
| 14. | "Brown Eyes" (kèm theo phần giới thiệu cho "The Story of Beauty") | B. Knowles, W. Afanasieff                                         | Walter Afanasieff, Beyoncé Knowles                                  | 4:49       |
| 15. | "Dangerously in Love"                                             | B. Knowles, E, McCalla Jr                                         | Beyoncé Knowles, Errol "Poppi" McCalla Jr.                          | 4:53       |
| 16. | "The Story of Beauty"                                             | B. Knowles, K. Fambro                                             | Beyoncé Knowles, Ken "K-Fam" Fambro                                 | 3:32       |
| 17. | "Gospel Medley" (Gửi tặng đến Andretta Tillman)                   | B. Knowles, K. Franklin, R. Smallwood                             | Beyoncé Knowles                                                     | 3:25       |
| 18. | "Outro (DC-3) Thank You"                                          | B. Knowles, K. Rowland, M. Williams, R. Fusari, B. Lee, C. Gaines | Beyoncé Knowles, Rob Fusari, Bill Lee, Calvin Gaines                | 4:03       |

- "Bootylicious" gồm nội dung của "Edge of Seventeen (Just Like the White Winged Dove)" bởi Stevie Nicks.
- "Nasty Girl" gồm nội dung từ ca khúc "Tarzan Boy" của Baltimora viết bởi Maurizio Bassi và Naimy Hackett. Ca khúc này gồm thêm nội dung từ "Peabody's Improbable History".
- "Gospel Medley" là điệp khúc giữa hàng loạt các bài hát là "Holy is the Lamb" của Kirk Franklin, "Jesus Loves Me" của Anna Bartlett Warner và "Total Praise" của Richard Smallwood.

## Những người thực hiện
| - Mark J. Feist – sản xuất, chịu trách nhiệm, kỹ thuật - Tony Maserati – hòa âm - Vladimir Meller – giám đốc - Dave Pensado – hòa âm - Nunzio Signore – guitar - Richard Travali – hòa âm - D'Wayne Wiggins – guitar, sản xuất - Richard J. Davis – đồng sản xuất - James Hoover – kỹ sư, kỹ sư thu âm - Walter Afanasieff – bass, kỹ thuật, kỹ thuật trống, chịu trách nhiệm, sản xuất, đàn keyboards - Tom Coyne – giám đốc - Poke – sản xuất - Corey Rooney – sản xuất - Jim Caruana – kỹ sư - Dexter Simmons – hòa âm - Poke & Tone – sản xuất - Brian Springer – kỹ sư, kỹ sư thu âm - Flip Osman – trợ lý kỹ sư, trợ lý - Jill Topol – nhà tạo mẫu - Destiny's Child – ca sĩ trình diễn chính - Nick Thomas – hòa âm - Dan Workman – guitar, hòa âm, kỹ sư thu âm, kỹ sư - Damon Elliott – sản xuất, kỹ sư - Troy Gonzalez – kỹ sư - Anthony Dent – sản xuất, kỹ sư - Rob Fusari – sản xuất | - Beyoncé Knowles – ca sĩ, nhạc sĩ, sản xuất, chịu trách nhiệm thu âm - Kelly Rowland – ca sĩ, nhạc sĩ - Michelle Williams – ca sĩ, nhạc sĩ - Farrah Franklin – ca sĩ (chỉ trong Phiên bản Quốc tế) - Michael McCoy – trợ lý kỹ sư - Wassim Zreik – trợ lý - Mathew Knowles – sản xuất, giám đốc sản xuất - Tina Knowles – nhà tạo mẫu, nhà tạo mẫu tóc - Orlando Calzada – kỹ sư - Michael Conrader – kỹ sư - Dave Way – hòa âm - Marla Weinhoff – nhà tạo mẫu - Greg Bieck – đàn keyboards, kỹ thuật điện tử, kỹ thuật trống, kỹ sư, kỹ thuật - Pete Krawiec – trợ lý kỹ sư - Kent Huffnagle – kỹ sư - Ramon Morales – kỹ sư - Falonte Moore – sản xuất - K-Fam – sản xuất - Errol McCalla – kỹ thuật, sản xuất - Bill Lee – sản xuất - Woody Pornpitaksuk – sáng tác - Eric Seats – đa dụng cụ - Robert Conley – kỹ thuật - Terry T. – kỹ sư - Thom Cadley – hòa âm - David Donaldson – đàn keyboards, kỹ sư thu âm - Calvin Gaines – sản xuất - David Gleeson – kỹ sư |

## Xếp hạng

### Vị trí
| Bảng xếp hạng (2001)            | Vị trí |
| ------------------------------- | ------ |
| Australian Albums Chart         | 2      |
| Austrian Albums Chart           | 3      |
| Belgian Albums Chart (Flanders) | 1      |
| Belgian Albums Chart (Wallonia) | 5      |
| Canadian Albums Chart           | 1      |
| Danish Albums Chart             | 1      |
| Dutch Albums Chart              | 1      |
| Finnish Albums Chart            | 3      |
| French Albums Chart             | 11     |
| German Albums Chart             | 1      |
| Italian Albums Chart            | 10     |
| Japanese Albums Chart           | 12     |
| New Zealand Albums Chart        | 1      |
| Norwegian Albums Chart          | 8      |
| Polish Albums Chart             | 1      |
| Swedish Albums Chart            | 5      |
| Swiss Albums Chart              | 2      |
| UK Albums Chart                 | 1      |
| US Billboard 200                | 1      |
| US R&B/Hip-Hop Albums           | 1      |

| Quốc gia    | Hiệp hội | Chứng nhận  | Số đĩa    |
| ----------- | -------- | ----------- | --------- |
| Úc          | ARIA     | 2x Bạch kim | 140,000   |
| Áo          | IFPI     | Bạch kim    | 20,000    |
| Brazil      | ABPD     | Vàng        | 100,000   |
| Canada      | CRIA     | 4x Bạch kim | 400,000   |
| Đan Mạch    | IFPI     | Bạch kim    | 30,000    |
| Hà Lan      | IFPI     | 2x Bạch kim | 160,000   |
| Phần Lan    | IFPI     | Bạch kim    | 34,122    |
| Pháp]       | SNEP     | Vàng        | 250,000   |
| Đức         | BVMI     | Bạch kim    | 300,000   |
| New Zealand | RIANZ    | 2x Bạch kim | 30,000    |
| Na Uy       | IFPI     | Bạch kim    | 30,000    |
| Phần Lan    | ZPAV     | Vàng        | 30,000    |
| Thụy Điển   | IFPI     | Bạch kim    | 100,000   |
| Thụy Sĩ     | IFPI     | Bạch kim    | 45,000    |
| Anh         | BPI      | 3x Bạch kim | 900,000   |
| Hoa Kỳ      | RIAA     | 4x Bạch kim | 4,000,000 |